# ماینشتوکهایم
ماینشتوکهایم (به آلمانی: Mainstockheim) یک شهر در آلمان است که در کیتسینگن واقع شده‌است.

## خواهرخوانده
شهر Oehna خواهرخواندهٔ ماینشتوکهایم هست.